# Félibrige

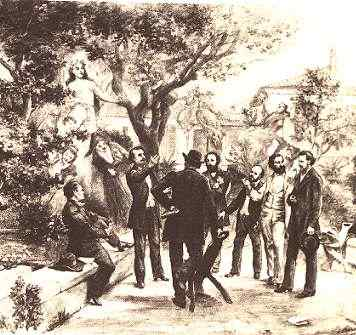
Versammlung des Félibrige im Schloss von Font-Ségugne im Mai 1854

Der Félibrige (okzitanisch lo Felibritge, lou Felibrige) ist eine Vereinigung, zu der sich am 21. Mai 1854 auf Schloss Font-Ségugne bei Avignon sieben Schriftsteller zusammenfanden, um eine Wiedergeburt der provenzalischen Kultur einzuleiten.

## Geschichte
Die Gründungsmitglieder der neuen Vereinigung waren Frédéric Mistral (okzitanisch Frédéri Mistral), Joseph Roumanille (okzitanisch Jóusè Roumanille), Théodore Aubanel, Jean Brunet, Alphonse Tavan, Paul Giéra und Anselme Mathieu.
Die politischen Absichten der Vereinigung, die Herstellung einer südfranzösischen politischen Autonomie, scheiterten, jedoch wurden andere, auch spätere Regionalbewegungen vom Félibrige, der eine Vorreiterrolle einnahm, inspiriert.
Ebenso scheiterte der Versuch des Félibrige, den Dialekt von Saint-Rémy-de-Provence zur verbindlichen Form der südfranzösischen Sprache auszubauen. Dieses Anliegen wird bis heute vom Armana prouvençau, dem Almanach der Félibrige, vertreten. Dennoch scheint die literarische Bedeutung des Félibrige um 1900 zurückzugehen. Im 20. Jahrhundert übernahm die okzitanische Bewegung insbesondere um das Institut d’Estudis Occitans eine Führungsrolle im südfranzösischen Regionalismus; eher zentralokzitanische Mundarten dienen seitdem als Grundlage zur Entwicklung einer gemeinsamen Schriftsprache, die alle Regionen des Südens erfassen soll. Mit Verblassen des Félibrige wandelte sich auch die Sprachbezeichnung: War zuvor vor allem vom Provenzalischen als Sprache Südfrankreichs die Rede, so setzte sich nun der Begriff Okzitanisch durch. Jedoch brachte die okzitanische Bewegung keinen ähnlich prominenten Autor hervor, wie es der Provenzale Mistral gewesen war. Die bedeutendsten vom Süden beeinflussten Schriftsteller des 20. Jahrhunderts, insbesondere Marcel Pagnol und Jean Giono, schrieben auf Französisch.

## Schriftsteller des Félibrige
Dem Félibrige zugehörige Schriftsteller werden im Französischen als „Félibres“ (Einzahl „Félibre“) bezeichnet. Die entsprechende weibliche Bezeichnung für Schriftstellerinnen des Félibrige lautet „Félibresse“.

## Präsidenten (Capouliés)
- 1876–1888: Frédéric Mistral
- 1888–1891: Joseph Roumanille
- 1891–1901: Félix Gras (1844–1901)
- 1901–1909: Pierre Devoluy
- 1909–1919: Valère Bernard (1860–1936)
- 1919–1922: Joseph Fallen (1863–1934)
- 1922–1941: Marius Jouveau
- 1941–1956: Frédéric Neveu Mistral
- 1956–1962: Charles Rostaing
- 1962–1971: Elie Bachas (1903–1986)
- 1971–1982: René Jouveau
- 1982–1989: Paul Roux
- 1989–1992: Paul Pons (1910–2003)
- 1992–2006: Pierre Fabre (* 1957)
- seit 2006: Jacques Mouttet (* 1953)

## Werke
- Armana prouvençau: pèr lou bèl an de diéu ... – Ais de Prouvènço: L'Escolo de Lar, 1.1855 ff.